# Klaus Isele
Klaus Isele (* 3. Dezember 1960 in Waldshut) ist ein deutscher Verleger, Herausgeber und Publizist. Er ist Gründer und Inhaber der Edition Isele.

## Leben
Klaus Isele studierte Germanistik, Philosophie und Anglistik an den Universitäten Freiburg, Bamberg und Zürich (u. a. bei Adolf Muschg und Hermann Burger). 1984 gründete er seinen eigenen Verlag, die Edition Isele.
Von 1985 bis 1986 war er Mitarbeiter in der Redaktion der Badischen Kulturzeitschrift D'Deyflsgiger, von 1987 bis 1989 Kulturredakteur bei der Badischen Zeitung in Waldshut, von 1989 bis 1990 Lektor bei der schweizerischen Kulturzeitschrift Dufour und seit 1991 selbständig tätig als Verleger, Herausgeber und Publizist. 1992 bis 1997 war Isele zusammen mit Dirk Görtler Mitherausgeber und Redakteur der anglo-amerikanischen Kulturzeitschrift Chelsea Hotel. Von 2015 bis 2018 gab er als alleiniger Redakteur die Literaturzeitschrift Wort_Zone heraus, seit 2017 die Poesiezeitschrift Last Exit: Poetry.
Klaus Isele veröffentlichte Aufsätze und Artikel in Zeitschriften und Anthologien sowie Buchbesprechungen in Tageszeitungen bzw. Zeitschriften wie Neue Zürcher Zeitung, Badische Neueste Nachrichten, Eßlinger Zeitung, Bamberger Tagblatt und Publik-Forum. Er ist Herausgeber zahlreicher Bücher.

## Veröffentlichungen

### Werke
- Gegenwartskunst im Landkreis Waldshut. 1990.

### Herausgeberschaft
- Ferdinand Hasenfratz: Ausgewählte Werke. 1984.
- mit H. Matt-Willmatt: Heinrich Alexander, Karl-Friedrich Würtenberger: Ausgewählte Werke. 1985.
- mit S. Berst, P. Gräf: Der Hochrhein-Spiegel. 1985.
- mit A. Huber, M. Matzat: Der Ortenau-Spiegel. 1986.
- Parerga. Essayreihe. Ab 1990.
- Salü, Hermann. In memoriam Hermann Burger. 1991.
- mit F. Loquai: Porträt. Buchreihe.
- mit Matthias Kußmann, Hansgeorg Schmidt-Bergmann: Kleine Oberrheinische Bibliothek. Buchreihe. Ab 1997.
- mit J. Glocker: Heinrich Ernst Kromer: Werkausgabe in acht Bänden. Ab 2006.
- mit P. Salomon: Sein heißes Lied schreit donnernd der Motor. 150 Autogedichte. 2010.
- mit Martin Bundi: Salü, Hermann. In memoriam Hermann Burger. Erweiterte Neuauflage. 2009.
- Im Sog des Bodensees. 2009.